# Lulua (flod)
Lulua är en flod i södra Kongo-Kinshasa, som är en biflod från höger till Kasaï. Den rinner upp vid Kongo-Kinshasas sydgräns och blir farbar för mindre fartyg vid Kananga. Efter Kananga ansluter bifloden Luebo från vänster. Floden är omkring 950 km lång.
Den tyske upptäcktsresanden Hermann von Wissmann grundade 1884 vid Lulua stationen Luluabourg, som numera är staden Kananga. Lulua har gett namn till ett tidigare distrikt i Kongo, numera provinsen Kasaï Central. Lulua  rinner genom provinserna Lualaba, Kasaï Central och Kasaï. Delar av floden utgör gräns mellan provinserna.